# Polski Korpus Przysposobienia i Rozmieszczenia

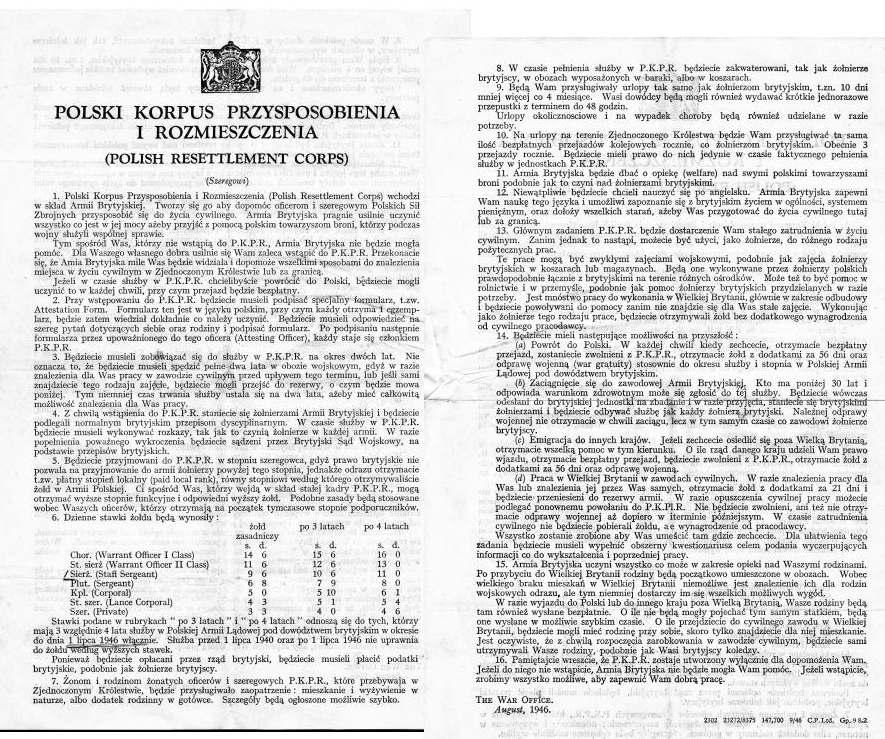
Polski Korpus Przysposobienia i Rozmieszczenia – brytyjska ulotka informacyjna 1946

Polski Korpus Przysposobienia i Rozmieszczenia (PKPiR, ang. Polish Resettlement Corps) – korpus Armii Brytyjskiej przeznaczony dla przysposobienia zdemobilizowanych żołnierzy Polskich Sił Zbrojnych (PSZ) do życia cywilnego i rozmieszczenia ich na terytorium Wielkiej Brytanii lub poza jego granicami.

## Historia korpusu
5 lipca 1945 mocarstwa zachodnie uznały Tymczasowy Rząd Jedności Narodowej powstały w Polsce. Stawiało to PSZ w zupełnie nowej sytuacji politycznej i prawnej. Ich kierownictwo zostało oficjalnie poinformowane, że Warszawa oczekuje cofnięcia uznania rządu emigracyjnego. Jako tymczasowe rozwiązanie uznano, że PSZ pozostaną pod dowództwem brytyjskim, zachowując dotychczasowy status. Władze brytyjskie miały nadal utrzymywać PSZ, zapewniając im zakwaterowanie, obsługę medyczną oraz niezbędne do życia środki.
Tymczasem Brytyjczycy jednostronnie postanowili rozwiązać PSZ w ciągu najbliższego roku. Najważniejsza stała się sprawa powrotu żołnierzy do Polski. Tymczasowy Rząd Jedności Narodowej czynił usilne starania o przyspieszenie tej akcji oraz zapewnienie powrotu maksymalnej liczby żołnierzy (w tym kadry oficerskiej). Brytyjczycy postanowili przeprowadzić referendum w polskich jednostkach wojskowych. Żołnierze, którzy zgłosili chęć powrotu do kraju, zostali umieszczeni w obozach przejściowych. W tym samym czasie na tereny niemieckie oraz do Francji i Wielkiej Brytanii przybyły polskie misje wojskowe, których zadaniem było pozyskanie dla powrotu jak najwięcej żołnierzy.
W lutym 1946 roku rząd polski przekazał Wielkiej Brytanii oświadczenie, w którym stwierdzał, że ze względu na nikłe wyniki repatriacji jednostki polskie na Zachodzie przestają być uznawane za Wojsko Polskie i zażądano natychmiastowego ich rozwiązania, do żołnierzy zaś zwrócono się z apelem, aby zgłaszali się indywidualnie do polskich konsulatów.
Emigracyjne władze były jednak zdecydowane walczyć o jak najdłuższe utrzymanie PSZ. Wystosowane zostało kolejne memorandum do władz brytyjskich, w którym przypomniano, że PSZ działały na brytyjskim obszarze operacyjnym na mocy umów polskich władz państwowych zawartych z rządem brytyjskim. Podkreślono jednocześnie, że obecne władze państwowe w Polsce mają charakter tymczasowy. W tej sytuacji PSZ nie mogą się im podporządkować i nie ma możliwości przeprowadzenia demobilizacji.
W marcu 1946 roku rząd brytyjski powołał Komitet do Spraw PSZ. Jednocześnie postanowiono przenieść wszystkie jednostki polskie do Wielkiej Brytanii, niezwłocznie rozwiązać całość PSZ oraz zakończyć przygotowania do masowej repatriacji żołnierzy do Polski. Natomiast tych żołnierzy, którzy nie będą chcieli wracać, przewidziano osiedlić i umożliwić im podjęcie pracy zawodowej.
Odezwa brytyjska potwierdziła oficjalne stanowisko władz z podkreśleniem, że do kraju powinno wrócić jak najwięcej żołnierzy, a tych, którzy pozostaną, rząd postara się otoczyć opieką. Spowodowało to dodatkowe zgłoszenie się na wyjazd do Polski około 68 tys. z 240 000 żołnierzy.
W tej sytuacji w rządzie Wielkiej Brytanii powstała koncepcja powołania specjalnej organizacji pod nazwą Korpus Przysposobienia i Rozmieszczenia. Miał on objąć wszystkich żołnierzy PSZ, przeprowadzić demobilizację i przygotować ich do pracy zawodowej. Korpus, który był organizacją tymczasową, miał pomóc żołnierzom w przejściu do życia cywilnego na terytorium Zjednoczonego Królestwa i w innych państwach. Miał być rozwiązany z chwilą, gdy wszyscy żołnierze rozpoczną normalną egzystencję (posiadano kredyty rządowe na ten cel do 18 lipca 1948 roku).
Przyjęto zasadę, że wstępować do niego będą mogły te osoby, które służyły w PSZ w okresie przed 1 czerwca 1945 roku.
W pracach organizacyjnych i wykonawczych pojawiło się wiele trudności. Największe z nich związane były z: zorganizowaniem transportu żołnierzy na Wyspy Brytyjskie, zapewnieniem zakwaterowania oraz wyżywienia, obsługą medyczną, szkoleniem zawodowym i nauczaniem języka. Były też kłopoty z porozumieniem się ze związkami zawodowymi, co okazało się przedsięwzięciem bardzo trudnym. Skończyła się wojna i społeczeństwo brytyjskie zaczęło myśleć zupełnie innymi kategoriami, dotyczyło to również stosunku do żołnierzy PSZ (i żołnierzy innych narodowości).
Żołnierze – członkowie Korpusu mogli:
- w dowolnym terminie wrócić do Polski,
- w dowolnym terminie emigrować do innych krajów,
- zaciągnąć się do armii brytyjskiej (według obowiązujących tu kryteriów),
- podjąć pracę zawodową (według obowiązujących Wielkiej Brytanii regulacji prawnych).

Wstępowanie do Korpusu miało charakter ochotniczy. Obowiązywały w nim jednak zasady dyscypliny i porządku wojskowego. Na miejsce zakwaterowania żołnierzy wyznaczono w większości wypadków byłe obozy wojskowe. Postanowiono również, że członkowie Korpusu będą nadal otrzymywać żołd. Można więc uznać, że zostały stworzone dobre warunki do poszukiwania zatrudnienia i stabilizacji życiowej.
Zatrudnianie członków Korpusu miało odbywać w dwojaki sposób. W drodze tzw. wypożyczania, otrzymując nadal żołd (będąc na stanie Korpusu), przechodzono na określony czas do tych gałęzi gospodarki, w których występował dotkliwy brak siły roboczej. Drugi sposób miał polegać na otrzymaniu stałej pracy i zwolnieniu z Korpusu.
Wszystkie stanowiska kierownicze w Korpusie obsadzone były przez polskich oficerów. Miało to właściwy wpływ na stosunki panujące w poszczególnych obozach, dyscyplinę, nastroje i tok szkolenia (pracy). Mimo że nie uniknięto niekorzystnych zdarzeń i zjawisk, ogólnie trzeba przyznać, że członkowie Korpusu zachowali właściwą postawę moralną i racjonalnie wykorzystali stworzone im warunki.
W miarę odchodzenia kadry i żołnierzy z jednostek wojskowych do Korpusu (wyjazd do Polski i innych krajów), były one rozwiązywane.
Uzbrojenie, wyposażenie techniczne i zapasy były przekazywane do składnic brytyjskich. Wszyscy żołnierze odchodzący z jednostek otrzymywali odprawę finansową, pełne umundurowanie i wyposażenie osobiste, zaległe odznaczenia i awanse oraz dokumenty osobiste (w tym zaświadczenia o przebiegu dotychczasowej służby wojskowej).
Prowadząc operatywną działalność organizacyjną, do końca 1946 roku rozlokowano około 120 tys. żołnierzy w 265 byłych obiektach wojskowych (obozach rozmieszczania). Obiekty te zapewniały właściwe warunki życia ludzi. Władze podejmowały różnego rodzaju działania mające na celu zapewnienie warunków sprzyjających utrzymaniu higieny, porządku i obsługi medycznej. Myślano również o zapewnieniu minimum potrzeb kulturalnych i sportowych.
Sprawy szkolenia zawodowego członków korpusu leżały w gestii Ministerstwa Pracy. Wytypowało ono w tym celu nauczycieli i instruktorów. Utworzyło różne warsztaty, szkoły i kursy, gdzie żołnierze mogli zdobywać takie zawody, jak: kreślarz, ślusarz, drukarz, zegarmistrz, tkacz. Żołnierze z kategorią zdrowia „E” mieli możliwość zdobycia zawodu na specjalnych kursach szkolenia zawodowego inwalidów.
Poważny problem w działalności Korpusu stanowili oficerowie, szczególnie starsi wiekiem, którzy nie byli w stanie podjąć pracy fizycznej i nie mieli żadnego przygotowania zawodowego. Sprzyjało to powstawaniu uzasadnionych nastrojów przygnębienia i apatii. Ich dalszy los był różny, w większości bardzo trudny.
Uchwałą z dnia 26 września 1946 roku Tymczasowy Rząd Jedności Narodowej pozbawił obywatelstwa polskiego 76 oficerów, którzy wstąpili do Polskiego Korpusu Przysposobienia i Rozmieszczenia.
Zasadniczą działalność Korpus zakończył w 1949 roku. Ostatni jego stan wynosił około 13 tys. żołnierzy Polskich Sił Zbrojnych, w tym około 6 tys. oficerów. W większości udali się oni do Stanów Zjednoczonych, Kanady, Australii i państw Ameryki Południowej. Na ogólną liczbę 249 tys. żołnierzy PSZ na Zachodzie, do Polski powróciło 105 tys. W ewidencji Polskiego Korpusu Przysposobienia i Rozmieszczenia znalazło się natomiast 120 tys. osób, a poza nim występowało 9 tys. osób.

## Organizacja korpusu
- dowódca – gen. Gwilym Ivor Thomas
- inspektor generalny – gen. dyw. Stanisław Kopański
- 5 Grupa Dywizyjna PKPR
  - 54 Grupa Brygadowa PKPR (1 Dywizja Pancerna)
    - 503 Oddział PKPR (3 Brygada Strzelców (PSZ))
    - 510 Oddział PKPR (10 Brygada Kawalerii Pancernej)
    - 520 Oddział PKPR
- 10 Grupa Brygadowa (16 Samodzielna Brygada Pancerna)
- 206 Oddział PKPR (4 Pułk Pancerny „Skorpion”)

45 Grupa Brygadowa w Blackshaw Moor Camp koło Leek
- kwatermistrz – mjr kaw. Wojciech Pohoski
- 450 Oddział PKPR
- 451 Oddział PKPR
- 452 Oddział PKPR (10 Batalion Saperów)
- 453 Oddział PKPR
- 4 Szpital Wojenny
- 11 Szpital Wojenny
- 23 Kompania Transportowa
- 26 Kompania Zaopatrywania
- Komenda Obozu Wille House[3]